# 瓦塞勒 (多姆山省)
瓦塞勒（法語：Vassel，法語發音：[vasɛl]）是法国多姆山省的一个市镇，属于克莱蒙费朗区。

## 地理
瓦塞勒（45°45'54"N, 3°18'36"E）面积2.95 平方千米，位于法国奥弗涅-罗讷-阿尔卑斯大区多姆山省，该省份为法国中南部省份，北起阿列省接壤，东临卢瓦尔省，南至上盧瓦爾省和康塔爾省，西接科雷兹省和克勒兹省。
与瓦塞勒接壤的市镇（或旧市镇、城区）包括：布泽勒、沙镇、绍里亚、埃斯皮拉、韦尔泰宗。

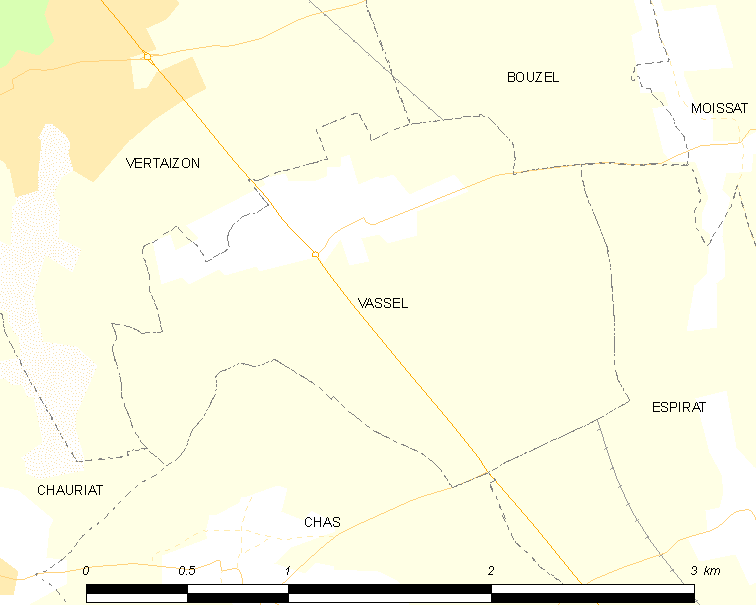
的OSM定位图

瓦塞勒的时区为UTC+01:00、UTC+02:00（夏令时）。

## 行政
瓦塞勒的邮政编码为63910，INSEE市镇编码为63445。

## 政治
瓦塞勒所属的省级选区为比永县。

## 人口

1962-2008年间人口变化图示

瓦塞勒于2022年1月1日时的人口数量为295人。